# محمد سیامر بن کوتی آبا
محمد سیامر بن کوتی آبا (انگلیسی: Syamer Kutty Abba؛ زادهٔ ۱ اکتبر ۱۹۹۷) بازیکن فوتبال اهل مالزی است.
از باشگاه‌هایی که در آن بازی کرده‌است می‌توان به باشگاه فوتبال پنانگ اشاره کرد.
وی همچنین در تیم ملی فوتبال مالزی بازی کرده‌است.